# Departamento Pico Truncado
Pico Truncado fue un departamento de la Zona Militar de Comodoro Rivadavia, Argentina, existente entre 1944 y 1955.

## Toponimia
Toma el nombre de la ciudad de Pico Truncado, que su vez toma su nombre del Cerro Pico Truncado, elevación emblema de esta zona.

## Geografía
El departamento tenía una superficie de aproximadamente 6690 kilómetros cuadrados y su nombre se debía a la localidad homónima. Su cabecera era Caleta Olivia. Limitaba al norte con el departamento Comodoro Rivadavia, al oeste con el departamento Las Heras, al sur con el Territorio Nacional de Santa Cruz y al este con el departamento Puerto Deseado y el océano Atlántico.

## Población e historia
En el censo de 1947 tenía una población de 669 habitantes, todos ellos registrados como población rural, de los cuales eran 400 hombres y 269 mujeres.
Desde la disolución de ZMCR en 1955 forma parte del departamento Deseado de la provincia de Santa Cruz. Su cabecera es en tanto Puerto Deseado.

## Localidades
- Caleta Olivia
- Pico Truncado
- Cañadón Seco
- Fitz Roy
- Tehuelches
- Minerales
- Koluel Kayke